# Elisabeth Franziska Maria von Österreich

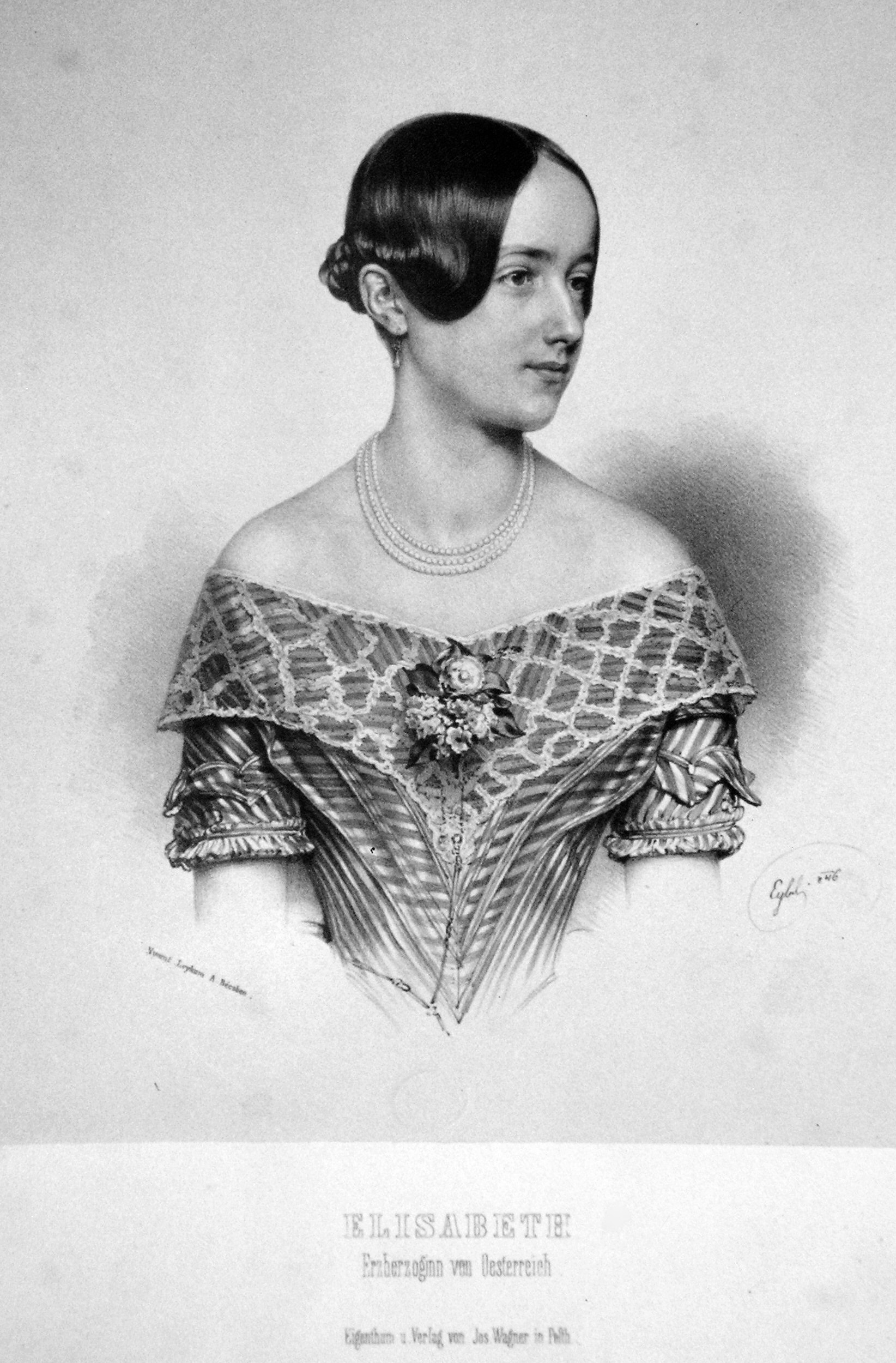
Erzherzogin Elisabeth Franziska Maria von Österreich, Lithographie von Franz Eybl, 1846

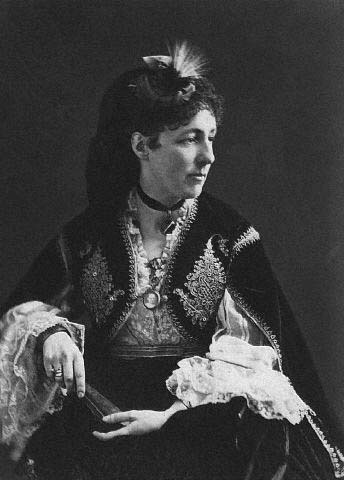
Erzherzogin Elisabeth Franziska Maria von Österreich

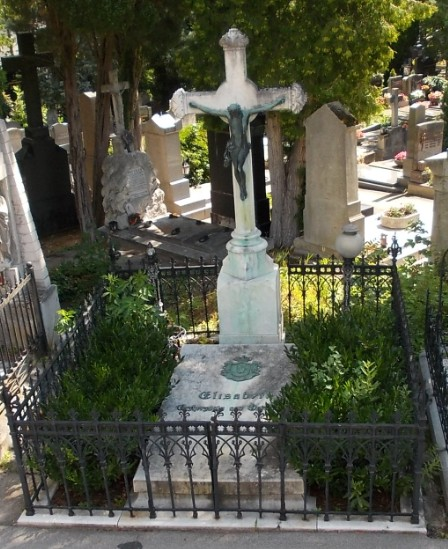
Grabstätte von Erzherzogin Elisabeth

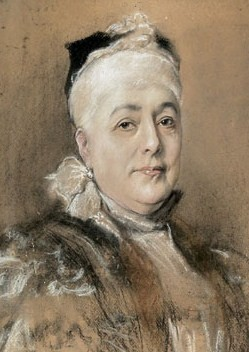
Erzherzogin Elisabeth Franziska von Österreich, 1903

Erzherzogin Elisabeth Franziska Maria von Österreich (* 17. Jänner 1831 in Ofen, Ungarn; † 14. Februar 1903 in Wien) war eine Habsburgerin und Mutter zweier Königinnen. Sie stammte aus dem ungarischen Zweig des Hauses Habsburg-Lothringen, der auf Erzherzog Joseph († 1847) zurückging.

## Leben
Elisabeth war eine Tochter von Erzherzog Joseph Anton Johann von Österreich und dessen dritter Ehefrau der Herzogin Maria Dorothea von Württemberg. Ihre Familie stammte aus der ungarischen Linie des Hauses Habsburg-Lothringen. Ihr Großvater väterlicherseits war Kaiser Leopold II.
Im Jahre 1847 heiratete sie in erster Ehe den Erzherzog Ferdinand Karl von Österreich-Este, Prinz von Modena (1821–1849), der aber schon kurz nach der Geburt der gemeinsamen Tochter Marie Therese, der späteren letzten bayrischen Königin, starb. Ihr Ehemann entstammte ebenfalls dem Haus Habsburg-Lothringen. Er war über Ferdinand Karl von Österreich-Este (1754–1806) ein Urenkel von Kaiserin Maria Theresia.
1854 ging Elisabeth eine zweite Ehe mit ihrem Cousin ersten Grades Karl Ferdinand von Österreich (1818–1874) ein. Dieser war ebenfalls ein Enkel von Kaiser Leopold II. über dessen dritten Sohn Karl von Österreich-Teschen. Die Ehe entstand auf Druck der Erzherzogin Sophie. Dieser war aufgefallen, dass der junge Kaiser Franz Joseph ein Auge auf Elisabeth geworfen hatte. Die Erzherzogin wollte auf Grund des versuchten Attentats auf ihren Sohn den Kaiser und der stetigen Unruhe in Teilen Ungarns keine ungarische Schwiegertochter. Die Ehe von Elisabeth und Karl Ferdinand wurde glücklich. Aus ihr gingen sechs Kinder hervor, wovon vier das Säuglingsalter überlebten.
1874 im Alter von 43 Jahren erneut verwitwet, erhielt Elisabeth bei der Erziehung ihrer Kinder eifrige Unterstützung durch ihren Schwager Albrecht. Dieser setzte ihren Sohn Friedrich zum Haupterben ein. Elisabeth war die Schirmherrin mehrerer sozialer Institutionen. Der Musik war sie sehr zugetan. Johannes Brahms war etwa 1882 eingeladen, in ihrem Palais Proben seines Klavierquintetts zu spielen.

## Tod
Im Alter von 72 Jahren starb Erzherzogin Elisabeth infolge des rapiden Verlaufes einer Lungenentzündung in den Morgenstunden des 14. Februar 1903 im Wiener Palais ihres ältesten Sohnes Erzherzog Friedrich.
Der Leichnam der Erzherzogin wurde am 15. des Monats durch Professor Weichselbaum konserviert, am 17. eingesegnet, in der Nacht von 17. auf den 18. per Südbahn nach Baden bei Wien  überführt und selben Tags in der Kapelle der Weilburg  aufgebahrt.
Die bei Hofe ursprünglich in Aussicht genommene Beisetzung des Leichnams im 130. Sarg der Kapuzinergruft musste gemäß letztwiliger Anordnung der Erzherzogin entfallen. Elisabeth, die in ihren späteren Lebensjahren den größten Theil des Jahres auf der Weilburg in Baden zubrachte, hatte bereits im Jahre 1899 für den Badener Friedhof St. Helena den Ankauf eines Grundcomplexes zur Erbauung einer Familiengruft perfect abgeschlossen. Die Herstellung der Gruft, ausgeführt von k. k. Hofbaumeister Gerl laut dem Willen der Verstorbenen ohne Mausoleum, nahm geraume Zeit in Anspruch.
Die Beisetzung der Erzherzogin auf dem Ortsfriedhofe zu St. Helena in Baden bei Wien, Gruppe 1, Reihe 2, Nummer 3, fand schließlich – nach Verschiebung des Termins um einen Tag – am 15. Mai 1903 vor geladenen Gästen statt.
Der Hofstaat von Erzherzogin Elisabeth wurde mit 1. Juni 1903 aufgelöst.

## Nachkommen
Aus erster Ehe:

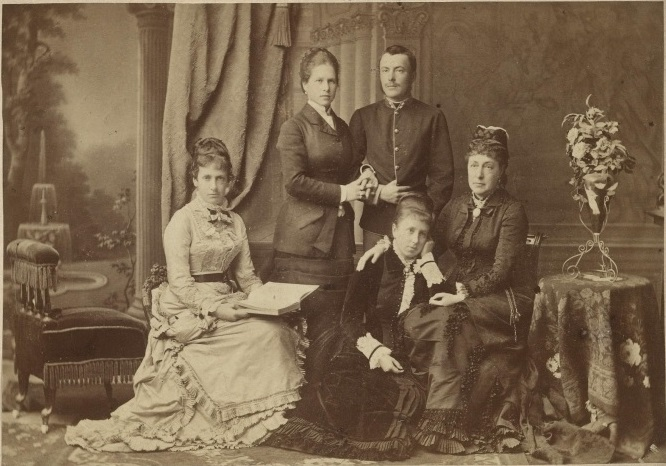
Erzherzogin Elisabeth Franziska mit ihrem Sohn Erzherzog Friedrich, Herzog von Teschen, dessen Gattin geborene Prinzessin Isabella von Croy-Dülmen und ihren Töchtern, Königin Maria Christina Desirée von Spanien und Königin Maria Theresia von Bayern

- Marie Therese Henrietta Dorothea (1849–1919)

⚭ 1868 König Ludwig III. von Bayern
Aus zweiter Ehe:
- Franz-Joseph (*/† 1855)
- Friedrich Maria Albrecht Wilhelm Karl (1856–1936), Herzog von Teschen

⚭ 1878 Prinzessin Isabella von Croy-Dülmen
- Maria Christina Désirée Henriette Felicitas Rainiera (1858–1929)

⚭ 1879 König Alfons XII. von Spanien
- Karl Stephan Eugen Viktor Felix Maria (1860–1933)

⚭ 1888 Maria Theresia von Österreich-Toskana (1862–1933)
- Eugen Ferdinand Pius Bernhard Felix Maria (1863–1954), Hochmeister des deutschen Ordens
- Maria Eleonora (*/† 1864)